# Ernesto Mascheroni
Ernesto Mascheroni (Montevideo, 21 de noviembre de 1907-Montevideo, 3 de julio de 1984) fue un futbolista uruguayo. Jugó de defensa central izquierdo  en el Club Atlético Peñarol de Uruguay. Se consagró campeón del mundo en 1930 con la selección uruguaya. También fue parte de la selección italiana.

## Selección nacional
Ha sido internacional con la Selección de fútbol de Uruguay en 12 ocasiones. Como máximo honor participó en el mundial del 30 disputado en Uruguay, jugando y ganando la final del mismo. 
Entre 1934 a 1936 disputó dos partidos con la selección italiana cuando jugaba en el Ambrosiana de Italia.

### Participaciones en Copas del Mundo
| Mundial           | Sede    | Resultado | Partidos | Goles | Asistencias |
| ----------------- | ------- | --------- | -------- | ----- | ----------- |
| Copa Mundial 1930 | Uruguay | Campeón   | 3        | 0     | 1           |

## Clubes
| Club          | País      | Año       |
| ------------- | --------- | --------- |
| Olimpia       | Uruguay   | 1930      |
| Peñarol       | Uruguay   | 1930-1933 |
| Independiente | Argentina | 1934      |
| Ambrosiana    | Italia    | 1934-1936 |
| Peñarol       | Uruguay   | 1936-1940 |

## Palmarés

### Campeonatos nacionales
| Título              | Club    | País    | Año  |
| ------------------- | ------- | ------- | ---- |
| Campeonato Uruguayo | Peñarol | Uruguay | 1932 |
| Torneo Competencia  | Peñarol | Uruguay | 1936 |
| Campeonato Uruguayo | Peñarol | Uruguay | 1937 |
| Campeonato Uruguayo | Peñarol | Uruguay | 1938 |

### Copas internacionales
| Título                 | Club               | País               | Año  |
| ---------------------- | ------------------ | ------------------ | ---- |
| Copa Mundial de Fútbol | Selección uruguaya | Bandera de Uruguay | 1930 |

(*) Incluyendo la selección